# Kurzfilmfestival Köln

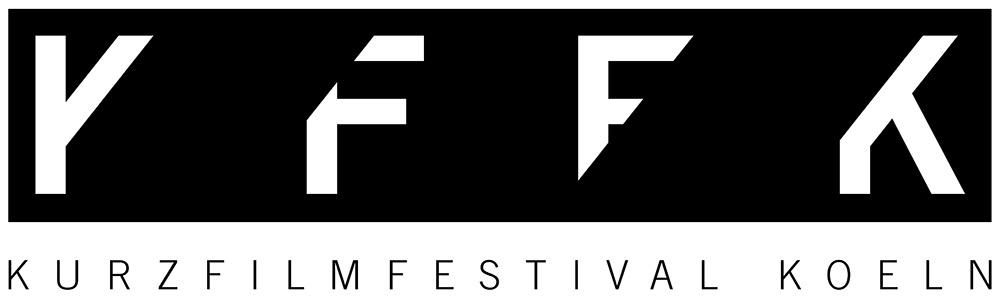
Kurzfilmfestival Köln Festival Logo

Das KFFK/Kurzfilmfestival Köln (ehemals Europäisches Kurzfilmfestival Köln UNLIMITED) ist ein mehrtägiges Kurzfilmfestival, das seit 2006 jährlich im November in Köln stattfindet.

## Profil des Festivals
Den Kern des Festivalprogramms bildet der Deutsche Wettbewerb. In fünf thematisch strukturierten Programmen treten die Favoriten der über 700 Einreichungen (Stand 2017) an. Neben drei Jurypreisen wird auch ein Publikumspreis vergeben. 
Internationale Kurzfilme finden hingegen im Sonderprogramm Länderfokus Platz. 2013 nahm dieser Produktionen aus der Türkei in den Blick, 2014 sind es Kurzfilme aus dem Vereinigten Königreich. 
Im Kölner Fenster werden daneben in zwei Blöcken Kurzfilme der Kölner Filmhochschulen und der freien Produktionen aus der Stadt vorgestellt. Weitere Sonderprogramme des Festivals sind der Festivalfokus, die 2013 begonnene Reihe New Aesthetic, die das Leben in der digitalen Welt thematisiert und Filme aus dem Internet präsentiert. In Kooperation mit dem Kölner Kinderfilmfest Cinepänz zeigt das Festival außerdem zwei Kinderprogramme und bietet Filmworkshops für Kinder an. 
Um die Filmemacher, die das Kurzfilmfestival Köln für das Festival in Köln erwartet, unterzubringen, etablierte das Festival 2013 das Programm Adoptiere einen Filmemacher, bei dem interessierte Kölner den Filmemachern Schlafplätze bereitstellen können.
Das weitere Rahmenprogramm enthält unter anderem Talk- und Forumsveranstaltungen, wo sich das Festivalpublikum mit den Filmemachern austauschen kann.
Seit 2013 ist Johannes Duncker Leiter des Festivals.

## Preise

### 2015
Jury: Anna Brohm, İlker Çatak, Jonas Weydemann
- Deutscher Wettbewerb, 1. Jurypreis: Marie Grathø Sørensen für Teenland
- Deutscher Wettbewerb, 2. Jurypreis: Rainer Kohlberger für Moon Blink
- Deutscher Wettbewerb, 3. Jurypreis: Aleksandra Szmida für Unwanted Desires
- Deutscher Wettbewerb, Lobendes Erwähnung: Mischa Leinkauf, Lutz Henke und Matthias Wermke für Symbolic Threats
- Deutscher Wettbewerb, Publikumspreis: Laura Lehmus für Alienation
- Kölner Fenster, 1. Publikumspreis: Lisa Krane für In uns das Universum
- Kölner Fenster, 2. Publikumspreis: Aleksandra Szmida für Unwanted Desires
- WDR Preis: Laura Lehmus für Alienation[3]

### 2016
Jury: Melanie Andernach, Regina Barunke, Rainer Knepperges
- Deutscher Wettbewerb, 1. Jurypreis: Volker Schlecht & Alexander Lahl für Kaputt
- Deutscher Wettbewerb, 2. Jurypreis: Charlotte Funke für Eric der Soldat
- Deutscher Wettbewerb, 3. Jurypreis: Sebastian Binder & Fred Schirmer für Über Druck
- Deutscher Wettbewerb, Publikumspreis: Dieu Hao Do für At the End of the World
- Kölner Fenster, 1. Publikumspreis: Bilal Bahadir für Mein Freund der Deutsche
- Kölner Fenster, 2. Publikumspreis: Arkadij Khaet für Durch den Vorhang
- WDR Preis: Brenda Lien für Call of Beauty
- Virtual Reality Preis: Mike von Rotz & Joost Jordens für Transition[4]

### 2017
Jury: Michel Klöfkorn, Kerstin Neuwirth, Simone Schlosser
- Deutscher Wettbewerb, 1. Jurypreis: Süheyla Schwenk für Sevince
- Deutscher Wettbewerb, 2. Jurypreis: Sebastian Mez für Remains from the Dessert
- Deutscher Wettbewerb, 3. Jurypreis: Marian Mayland für Eine Kneipe auf Malle
- Deutscher Wettbewerb, Publikumspreis: Ahmad Saleh für Ayny
- Kölner Fenster, 1. Publikumspreis: Stefan Lampadius für Die Maler kommen
- Kölner Fenster, 2. Publikumspreis: Bünyamin Musullu für Ein bisschen Paris
- WDR Preis: Urte Alfs für Revue
- Virtual Reality Preis: Michelle Kranot & Uri Kranot für Nothing Happens[5]

### 2018
Jury: Lucas Barwenczik, Mehmet Akif Büyükatalay, Jennet Thomas
- Deutscher Wettbewerb, 1. Jurypreis: Alexander Pascal Forré für Die wahre Nacktheit
- Deutscher Wettbewerb, 2. Jurypreis: Ann Sophie Lindström für The Bitter with the Sweet
- Deutscher Wettbewerb, 3. Jurypreis: Lukas Marxt für Imperial Valley
- Deutscher Wettbewerb, Publikumspreis: Ann Sophie Lindström für The Bitter with the Sweet
- Kölner Fenster, 1. Publikumspreis: Bünyamin Musullu für Promise
- Kölner Fenster, 2. Publikumspreis: Boaz Kaizman für Tigersprung
- WDR Preis: Tuna Kaptan für Schildkröten Panzer
- Virtual Reality Preis: Sngmoo Lee für Eyes in the Red Wind[6]

### 2019
Jury: Miriam Gossing, Lina Sieckmann, Victoria Pelzer, Fabian Tietke
- Deutscher Wettbewerb, 1. Jurypreis: Aleksandar Radan für Steckbrief Natur – Folge 1 – Der Waldkauz
- Deutscher Wettbewerb, 2. Jurypreis: Magda Jaroszewicz für Shooting Stars
- Deutscher Wettbewerb, 3. Jurypreis: Kerstin Honeit für Panda Moonwalk or Why Meng Meng Walks Backwards
- Deutscher Wettbewerb, Publikumspreis: Stephan Ganoff für The Transfiguration
- Kölner Fenster, Publikumspreis: Lisa Domin für Faxen
- WDR Preis: Florian Fischer & Johannes Krell für Umbra
- Virtual Reality Preis: Kalina Bertin für Manic VR[7]

### 2020
Jury im Deutschen Wettbewerb: Züli Aladağ, Lisa Bosbach, Nicolaas Schmidt
- Deutscher Wettbewerb, 1. Jurypreis (ex aequo): Steffen Goldkamp für Nach zwei Stunden waren zehn Minuten vergangen und Ben Voit für Nacht über Kepler 452B
- Deutscher Wettbewerb, 2. Jurypreis: Katharina Huber für Der natürliche Tod der Maus
- Deutscher Wettbewerb, 3. Jurypreis: Borbála Nagy für Pannónia Dicsérete (Land of Glory)
- Deutscher Wettbewerb, Publikumspreis: Borbála Nagy für Pannónia Dicsérete (Land of Glory)
- Kölner Fenster, Publikumspreis: Jonathan Schaller für Jona
- WDR Preis: Beina Xu für Forget Alberto For Now
- Virtual Reality Preis: Jonathan Hagard für Replacements[8]

### 2021
Jury im Deutschen Wettbewerb: Christian Eichler, Katharina Huber, Janice Mitchell
- Deutscher Wettbewerb, 1. Jurypreis: Rosa Hannah Ziegler für Ich habe dich geliebt
- Deutscher Wettbewerb, 2. Jurypreis: Michael Fetter Nathansky für Salidas
- Deutscher Wettbewerb, 3. Jurypreis: Simon Steinhorst & Hannah Stragholz für Doom Cruise
- Deutscher Wettbewerb, Publikumspreis: Dustin Lose für Operation Moonbird
- Kölner Fenster, Publikumspreis: Thuy Trang Nguyen für Jackfruit
- WDR Preis: Neozoon für Biting the Dust
- Virtual Reality Preis (ex aequo): Carlos Isabel Garcia für Caves & Nikita Bohdanov für #Prisonersvoice[9]

### 2022
Jury im Deutschen Wettbewerb: Rainer Nigrelli, Sebastian Seidler, Hannah Stragholz
- Deutscher Wettbewerb, 1. Jurypreis: Will My Parents Come To See Me (Regie: Mo Harawe)
- Deutscher Wettbewerb, 2. Jurypreis: Subtotals (Regie: Mohammadreza Farzad)
- Deutscher Wettbewerb, 3. Jurypreis: Unfertiges Land (Regie: Jonathan Schaller)
- Deutscher Wettbewerb, Publikumspreis: Zoon (Regie: Jonatan Schwenk)
- Kölner Fenster, Publikumspreis: Allen Zweifeln zum Trotz (Regie: Laurenz Otto)
- WDR Preis: Kirschknochen (Regie: Evgenia Gostrer)
- Virtual Reality Preis: On The Morning You Wake (To The End Of The World) (Regie: Mike Brett, Steve Jamison, Pierre Zandrowicz, Arnaud Colinart)[10]

### 2023
Jury im Deutschen Wettbewerb: Marian Mayland, Jonathan Schaller, Sarah Youssef
- Deutscher Wettbewerb, 1. Jurypreis: Waking Up In Silence (Regie: Mila Zhluktenko, Daniel Asadi Faezi)
- Deutscher Wettbewerb, 2. Jurypreis: Can't Help Myself (Regie: Anna Ansone)
- Deutscher Wettbewerb, 3. Jurypreis: Body Image (Regie: Fee Fuchs)
- Deutscher Wettbewerb, Publikumspreis: Le Métèque (Regie: Cédric Ernoult)
- Kölner Fenster, Publikumspreis: Everything About a Mutual Acquaintance (Regie: Rasam Noori)
- WDR Preis: Zoopticon (Regie: Jon Frickey, Thies Mynther, Sandra Trostel)
- Virtual Reality Preis: Flow (Regie: Adriaan Lokman)[11]